# مدرسه قدیمی
مدرسه قدیمی (انگلیسی: Old School) یک فیلم کمدی آمریکایی محصول سال ۲۰۰۳ به کارگردانی و نویسندگی مشترک تاد فیلیپس است. در این فیلم، لوک ویلسون، وینس وان و ویل فرل در نقش مردان افسرده سی و چند ساله‌ای بازی می‌کنند که می‌خواهند با راه‌اندازی یک برادری، روزهای دانشگاهی خود را دوباره زنده کنند، و مصیبت‌هایی که در این راه با آنها مواجه می‌شوند. این فیلم در ۲۱ فوریه ۲۰۰۳ اکران شد، نقدهای متفاوتی از منتقدان دریافت کرد و ۸۷ میلیون دلار در سراسر جهان فروخت.

## ساخت
فیلمبرداری در کرستا، کالیفرنیا و اطراف آن از ۷ ژانویه ۲۰۰۲ تا ۱۸ مارس ۲۰۰۲ انجام شد.

## بازخوردها
- در راتن تومیتوز، این فیلم بر اساس نقدهای ۱۶۷ منتقد، با میانگین امتیاز ۵٫۷ از ۱۰، ۶۰ درصد محبوبیت دارد.[۲]
- در متاکریتیک، بر اساس بررسی‌های رای ۳۲ منتقد، امتیاز ۵۴ از ۱۰۰ را دارد که نشان‌دهنده «بررسی‌های ترکیبی یا متوسط» است.[۳]
- تماشاگران مورد بررسی سینماسکور به فیلم نمره B+ در مقیاس A تا F دادند.[۴]
- این فیلم در آخر هفته افتتاحیه خود در باکس آفیس ایالات متحده در ۲٫۶۸۹ سینما ۱۷٫۴۵۳٫۲۱۶ دلار فروخت و پس از Daredevil که در دومین هفته اکران خود در رتبه اول قرار داشت در رتبه دوم قرار گرفت. دریافتی ناخالص این فیلم ۷۵٬۵۸۵٬۰۹۳ دلار در ایالات متحده و کانادا و ۱۱٫۵۵۰٫۴۲۷ دلار در بازارهای بین‌المللی به مبلغ ۸۷٫۱۳۵٫۵۲۰ دلار در سراسر جهان بود.